# CLEEM
CLEEMは日本の女性歌手グループ。所属事務所はユナイテッドミュージック。グループ名の由来は cute ladies endear energy motion（元気で愛される女の子たち）の頭文字。デビューは2009年。jam9の妹分としてデビューした。デビューは全く見向きもされず解散まで事務所から通告されたが、リーダーであるshizukaが、解散を回避したという。
現メンバーmikuは、jam9の楽曲にも参加している。
2018年5月末に活動休止。
因みに、メンバーであったmikuは、自らのアーティスト名をCLEEM MIKUとしてメジャーデビューを果たしている